# Großfamilie
Eine Großfamilie besteht aus einer größeren Gruppe von Personen, die über drei oder mehr Generationen hinweg verwandt sind. Synonyme sind Clan und Sippe. Das Gegenstück zur Großfamilie ist die Kleinfamilie, die nur aus Eltern mit Kindern besteht. In neueren Medienveröffentlichung wird der Begriff fälschlich auch für Mehrkindfamilien beziehungsweise Kernfamilien mit mehr als zwei bis drei Kindern, verwendet.

## Formen der Großfamilie
Bereits zwei Generationen können eine Großfamilie bilden, wenn zum Beispiel verwandte Paare Kinder erziehen. Schon (beispielsweise) drei verschwägerte Paare können so mit Nichten und Neffen einen großen Familienverbund darstellen, der bei nahe benachbarten Wohnungen bereits vielfältige gruppendynamische Beziehungen innerhalb der Familie ermöglicht.
Eine Großfamilie können die Eltern mit ihren Kindern und Kindeskindern sowie Onkeln, Tanten oder anderen Verwandten bilden. Früher wurde vielfach auch das Gesinde zum Haus beziehungsweise zur Familie gerechnet. Bei geringer Mobilität leben die Familien-Mitglieder gemeinsam in einem Haus oder in einer Siedlung. Oft bestehen wirtschaftliche Beziehungen zwischen den Familienmitgliedern, gelegentlich wird auch eine wirtschaftliche Einheit gebildet, die zum Beispiel in gemeinsamer Landwirtschaft, einem Handwerk oder einem Familienunternehmen besteht.
Im engeren Sinn einer relativ eng beieinander wohnenden Familie wurde die „multilokale Mehrgenerationen-Familie“ untersucht und anhand der Daten des Familiensurveys von 1988 festgestellt, dass „die Zahl der mehr als zwei Generationen umfassenden Familienverbände von knapp 5 Prozent in Einzelhaushalten auf rund 20 Prozent aller Familienkonstellationen anwächst, wenn man die Haushalte fiktiv auf die Nachbarschaft erweitert“. Nach dem Mikrozensus 2005 bestehen in Deutschland knapp ein Prozent der Privathaushalte aus mehr als zwei Generationen. Ein Zusammenleben in enger Nachbarschaft, gegebenenfalls in verschiedenen Wohnungen unter einem Dach, wurde dabei jedoch nicht erfasst.
Zum „Verschwinden“ der kinderreichen Familien trug in den Industrieländern vor allem die Familienplanung durch die Anti-Baby-Pille seit den 1970er Jahren bei. Dies ist dort in der Bevölkerungsstatistik klar durch den Pillenknick genannten Einschnitt in der Geburtenkurve sichtbar. In den Industrieländern spielen Großfamilien durchaus noch eine Rolle in allen Schichten, obgleich eine deutliche Anhäufung in der prozentual gering vertretenen Oberschicht und unter Personen ohne Schulabschluss festzustellen ist. Dieses vermutete Phänomen ist einer soziologischen Analyse nicht leicht zugänglich, so dass Großfamilien als „verschwunden“ erscheinen. Hingegen sind sie in Ländern mit vorwiegend agrarischer Wirtschaftsstruktur und einem weitgehend fehlenden Sozialsystem noch stark verbreitet, weil Kinder die „Pensionsvorsorge“ der Eltern sind (vergleiche dazu Familie (Soziologie)).
Innerhalb einiger Generationen können Großfamilien zu beachtlichen Größen heranwachsen. Bei Familientreffen der Familie Weizsäcker treffen sich in regelmäßigen Abständen mehr als 100 Mitglieder der Großfamilie. In Gesellschaften, welche die Vielehe zulassen, könnten die Familienverbände auch schon innerhalb von nur drei Generationen sehr groß ausfallen. So gilt als die größte Familie der Welt die Familie des Inders Ziona, Führer einer christlichen Sekte, der im Jahre 2011 mit 39 Ehefrauen, 94 Kindern, 14 Schwiegertöchtern und 33 Enkelkindern in einem Haus zusammenlebte.

## Geschichte

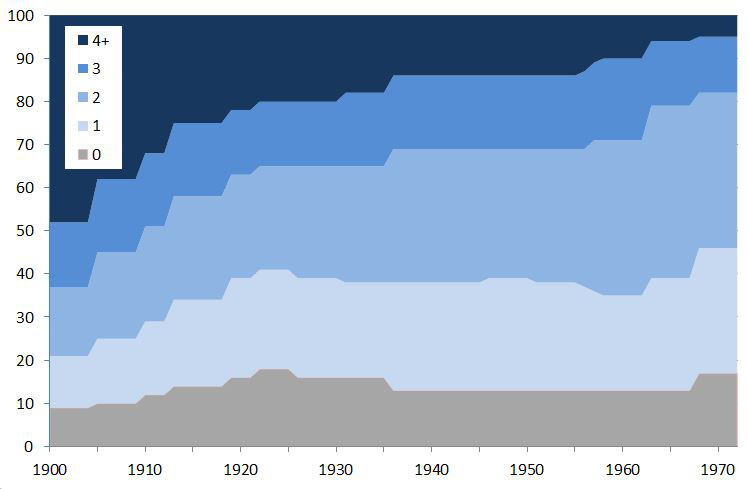
Anteil der Ehepaare mit 0, 1, 2, 3, 4 und mehr Kindern, nach Heiratsjahr (Deutschland bzw. BRD, 1900–1972)

In Mitteleuropa wird vielfach die Zahl und Größe der früheren Großfamilien überschätzt. Im Mittelalter war die Familie nicht deutlich größer als heute. Das hat folgende Ursachen:
- Bis zum 20. Jahrhundert war die Mütter- und Kindersterblichkeit sehr hoch, wobei die Zahl der geborenen Kinder höher als heutzutage war. Beispielsweise starben 1832–1835 in Bayern von 1.000 Lebendgeborenen 302 Kinder noch im ersten Lebensjahr, und in den Jahren 1901–1905 immerhin noch 240 Kinder.
- Dadurch waren diese Familien höchstens doppelt so groß wie heute. Die durchschnittliche Haushaltsgröße im Bayern der Jahre 1818 bis 1871 betrug 4,6 Personen, stieg 1900 kurzfristig auf 4,7 Personen an und sank bis 1925 auf 4,3 Personen.
- Zu diesem Faktum trug auch bei, dass auf dem Land das männliche Heiratsalter bei über 28 Jahren lag und jenes der Frauen bei 27 Jahren (nach zwischenzeitlichem Sinken liegt es nun wieder ähnlich wie vor 100 Jahren). Durch die niedrige Lebenserwartung und die frühere Menopause standen daher nur etwa 15 Jahre pro Frau für das Austragen von Kindern zur Verfügung.

Ein weiterer Aspekt ist der Bevölkerungsanteil, dem eine Heirat kaum möglich war. So war es etwa Handwerksgesellen oft verboten zu heiraten, bevor eine Meisterstelle frei wurde. Es lebten und arbeiteten in vielen der früheren Haushalte familienfremde Personen, was die Struktur der „Großfamilien“ schwer überschaubar macht. 1910 wohnte Gesinde in 20 % der Haushalte Bayerns, wozu noch 11 % Untermieter beziehungsweise Bettgeher kamen. In Meisterfamilien wohnten oft Gesellen mit im Haus. Im Deutschen Reich lebten 1882 1,282 Millionen Dienstboten im Haus des Arbeitgebers; 1925 waren es 1,016 Millionen und 1939 immerhin noch 995.000 Personen. Soziologisch herrschten auch in der Vergangenheit Kleinfamilien und komplexere „gemischte“ bzw. „binukleare“ bzw. Stieffamilien vor. Der angebliche Übergang von der Groß- zur Kleinfamilie ist insofern unzutreffend, als er nur die Zahl der Kinder betrifft und kaum die Zahl der Generationen.

## Familienformen
- Alleinerziehende (auch „Einelternfamilie“)
- Kernfamilie
- Kleinfamilie
- Mehrkindfamilie
- Regenbogenfamilie
- Stieffamilie

## Film, Fernsehen und Kultur
- Die Waltons ist eine US-amerikanische Familienserie, welche das einfache, schwere Leben einer Großfamilie zur Zeit der Weltwirtschaftskrise behandelt. Die Serie lief von 1972 bis 1981 mit insgesamt 221 Folgen.[11]
- Die Serie Der Denver-Clan behandelt die Konkurrenz zwischen den fiktiven Großfamilien Carrington und Colby.
- Die Serie Dallas beschäftigt sich mit der fiktiven Großfamilie Ewing.
- Die Tragödie Romeo und Julia handelt von der Liebe Romeos und Julias, die zwei verfeindeten Großfamilien angehören, den Montagues (Romeo) bzw. den Capulets (Julia).